# سعيد عبدولي
سعيد مراد عبدولي (بالفارسية: سعيد عبدولى، من مواليد 4 نوفمبر 1989) هو مصارع إيراني وهو بطل العالم مرتين للناشئين في المصارعة اليونانية الرومانية، وبطل العالم عام 2011، فاز بالميدالية البرونزية في دورة الألعاب الأولمبية الصيفية 2016. تنافس في وزن متوسط (75 كجم). وخسر أمام مارك مادسن في الجولة الثانية، ومع وصول مادسن إلى النهائي، دخل في التصفيات. وهناك تغلب على فيكتور نيمش ثم بيتر باتشي ليفوز بالميدالية البرونزية.